# Apple A15
Apple A15 Bionic è un system on a chip (SoC) a 64-bit progettato da Apple Inc. in architettura RISC su base ARM e prodotto esclusivamente da TSMC con processo produttivo a 5 nm.
È stato presentato durante l'evento Apple del 14 settembre 2021 ed è utilizzato negli iPhone 13, iPhone 13 mini, iPhone 13 Pro, iPhone 13 Pro Max, iPhone SE 3°Gen (2022), iPhone 14, iPhone 14 Plus e iPad mini (6ª generazione), Apple TV 4K (3ª generazione)
La CPU contiene 6 core (2 ad alte prestazioni e 4 ad alta efficienza) e la GPU ne contiene 4 (negli iPhone 13 e 13 mini) o 5 (negli altri dispositivi), per un totale 15 miliardi di transistor.
Il Neural Engine a 16 core presente nell'A15 Bionic è in grado di eseguire 15.800 miliardi di operazioni al secondo quindi circa 4.800 miliardi in più rispetto all'Apple A14 Bionic.